# اسکای ترن
داگلاس میلویکی، مخترع آمریکایی در سال ۱۹۹۹ طرحی به نام skytran پیشنهاد داد. این طرح در اصل از حمل و نقل شخصی پرسرعت (personal rapid transit یا PRT) گرفته شده‌است، با این تفاوت که کابین‌های شخصی که همگی در یک سیستم بسته‌اند، با استفاده از فناوری مگلو بدون تماس با ریل و با سرعت ثابت ۱۶۰ کیلومتر در ساعت حرکت می‌کنند. در این طرح نشان داده شده به دلیل تفاوت‌های اساسی این طرح با قطارهای مغناطیسی (قطار مگلو) هزینه‌ها به شدت افت می‌کند. به‌طور کلی سه نوع سیستم تعلیق به نام‌های EMS (سیستم تعلیق الکترومغناطیس)، EDS (سیستم تعلیق الکترودینامیک) و Inductrack یا ریل القائی وجود دارد که اولی در آلمان و دومی در ژاپن مورد استفاده قرار گرفته و سومی هنوز در مرحلهٔ آزمایش است. در این طرح، تعلیق از Inductrack استفاده می‌شود. در این صورت ریل‌ها نیازی به نصب تجهیزات خاصی ندارند و تجهیزات اصلی مگلو در خود کابین‌ها نصب می‌شوند، به همین دلیل و به دلیل کوچک‌تر و سبک‌تر بودن کابین‌ها نسبت به قطار هزینهٔ نصب ریل‌ها بسیار کم‌تر می‌شود.

## ریل، ایستگاه، ظرفیت
در این طرح هر ۴۰۰ متر ایستگاهی و جود دارد که در آن کابین‌ها منتظر مسافران هستند. ریلی که کابین‌ها در آن توقف می‌کنند جدا از ریل اصلی است؛ بنابراین شتاب و کاهش سرعت در ریل دوم انجام می‌گیرد و در ریل اصلی تمامی کابین‌ها با سرعت ثابت ۱۶۰ کیلومتر بر ساعت با فواصل ثابت و بدون احتمال برخورد با یکدیگر حرکت می‌کنند. برای تغییر ریل در تقاطع‌ها و ایستگاه‌ها از سوئیچ‌های الکترومغناطیسی استفاده می‌شود. ظرفیت این سیستم به اندازهٔ یک اتوبان ۶ لاینه است. محاسبات این طرح نشان می‌دهد، هزینهٔ استفاده از انرژی نیز در مقایسه با اتومبیل، حداقل یک دهم برابر می‌شود.

## فواید
با توجه به اینکه یکی از عوامل مهم تصادفات، خواب آلودگی و خستگی رانندگان است و رانندهٔ این وسیله خودکار است، این وسیله می‌تواند جان بسیاری را نجات دهد. کابین‌ها هیچ‌گاه از حد معینی به یکدیگر نزدیک تر نمی‌شوند و کابین‌ها در ریل محبوس هستند و بر اثر وقایع احتمالی به بیرون پرتاب نمی‌شوند. به دلیل ساختار هوایی ریل‌ها، سطح زمین که می‌تواند خیابان یا فضای سبز باشد، اشغال نمی‌شود و امنیت پیاده‌روها نیز برقرار می‌شود.
در این طرح تقریباً ترافیک و تصادف وجود ندارد، سرعت جابجایی نسبت به سرعت مجاز اتومبیل در داخل شهر افزایش یافته، حجم حمل و نقل در این سیستم بسیار بالاست وآلودگی نیز بسته به روش تولید برق بسیار کاهش می‌یابد.
در مقایسه با قطار مگلو و قطار شهری نیز علاوه بر کاهش هزینه‌ها، تعداد ایستگاه‌ها بیشتر شده، نیازی به توقف‌های طولانی برای رسیدن قطار و همچنین توقف در ایستگاه‌های بین راه وجود ندارد. فضای کمتری را اشغال می‌کند و ظرفیت جابجایی مسافر بسیار بیشتری دارد. در ذیل جدول‌هایی برای مقایسهٔ سیستم‌های مختلف با این سیستم مشاهده می‌کنید:
| ×                                            | قطار شهری هم سطح   | ترن هوایی          | SkyTran                                    |
| -------------------------------------------- | ------------------ | ------------------ | ------------------------------------------ |
| بیشترین سرعت                                 | ۸۸ کیلومتر بر ساعت | ۸۸ کیلومتر بر ساعت | ۱۶۰ کیلومتر بر ساعت                        |
| متوسط سرعت با در نظر گرفتن توقف در ایستگاه‌ها | ۲۷ کیلومتر بر ساعت | ۳۵ کیلومتر بر ساعت | ۱۶۰ کیلومتر بر ساعت                        |
| زمان مسافرت بین فولرتن و ایروین              | ۱ ساعت و ۳۹ دقیقه  | ۱ ساعت و ۱۶ دقیقه  | ۱۲ دقیقه                                   |
| هزینهٔ سیستم                                  | ۱٫۳ میلیارد دلار   | ۱٫۸ میلیارد دلار   | ۱٫۴۵ میلیارد دلار                          |
| ظرفیت مسافر در هر ساعت                       | ۱۵٬۰۰۰             | ۱۵٬۰۰۰             | ۳۰۰٬۰۰۰ (۶۰۰٫۰۰۰ در صورت کابین‌های دو نفره) |
| بازگشت سرمایهٔ اولیه سالانه                   | ۳٫۷٪               | ۲٫۵٪               | ۴۳٫۰٪                                      |

| ×                                                                               | MagLev (transrapid)       | SkyTran             |
| ------------------------------------------------------------------------------- | ------------------------- | ------------------- |
| بیشترین سرعت                                                                    | ۴۰۰ کیلومتر بر ساعت       | ۱۶۰ کیلومتر بر ساعت |
| متوسط سرعت با در نظر گرفتن توقف در ایستگاه‌ها                                    | ۶۲ تا ۲۰۷ کیلومتر بر ساعت | ۱۵۷ کیلومتر بر ساعت |
| زمان مسافرت ۵/۲۲ کیلومتر                                                        | ۶٫۵ تا ۲۱٫۵ دقیقه         | ۸٫۶ دقیقه           |
| هزینهٔ سیستم                                                                     | $۵۰۰ میلیون*              | $۷۴ میلیون          |
| ظرفیت مسافر در هر ساعت                                                          | ۱٬۶۰۰                     | ۳٬۶۰۰               |
| بازگشت سرمایهٔ اولیه سالانه                                                      | ۲۸٫۸٪*                    | ۱۳۳٫۸٪              |
| * بر اساس اطلاعات ترنس رپید آلمان، بدون در نظر گرفتن هزینهٔ نگهداری، دستمزدها و… |                           |                     |

## ضعف‌ها و مشکلات
به نظر می‌آید طرح PRT مشکلاتی از قبیل سرعت بسیار کم، کسل‌کننده بودن و صداهای غیر متعارف دارد که در اسکای ترن این مشکلات تا حدی رفع شده‌است. در برخی رسانه‌ها بیان می‌شود یکی از مشکلاتی که PRT و یکی از انواع آن اسکای ترن دارد، این است که مردم علاقه دارند از خودروی شخصی خود استفاده کنند. مشکلات دیگر آن است که استفاده از این سیستم حمل و نقل مستلزم آن است که فرد از منزل یا محل کار خود تا اولین ایستگاه PRT (که معلوم نیست چقدر گسترش یابد تا مردم را متقاعد کند خودرو خود را در پارکینگ نگه دارند و به راحتی به آن دسترسی داشته باشند) پیاده‌روی کنند یا سوار وسیلهٔ دیگری شوند. (در واقع تا حدی همان مشکلات حمل و نقل عمومی را دارد) همچنین با اینکه نسبت به قطار مگلو هزینهٔ بسیار پایین‌تری دارد، این سیستم در صورتی کارایی دارد که شبکهٔ گسترده‌ای از آن راه اندازی شود (با هزینهٔ هر مایل یا ۶/۱ کیلومتر، ۱ میلیون دلار) تا حداقل بخشی از مردم بتوانند بدون استفاده از خودرو شخصی از این سیستم استفاده کنند.